# 揚州チャーハン

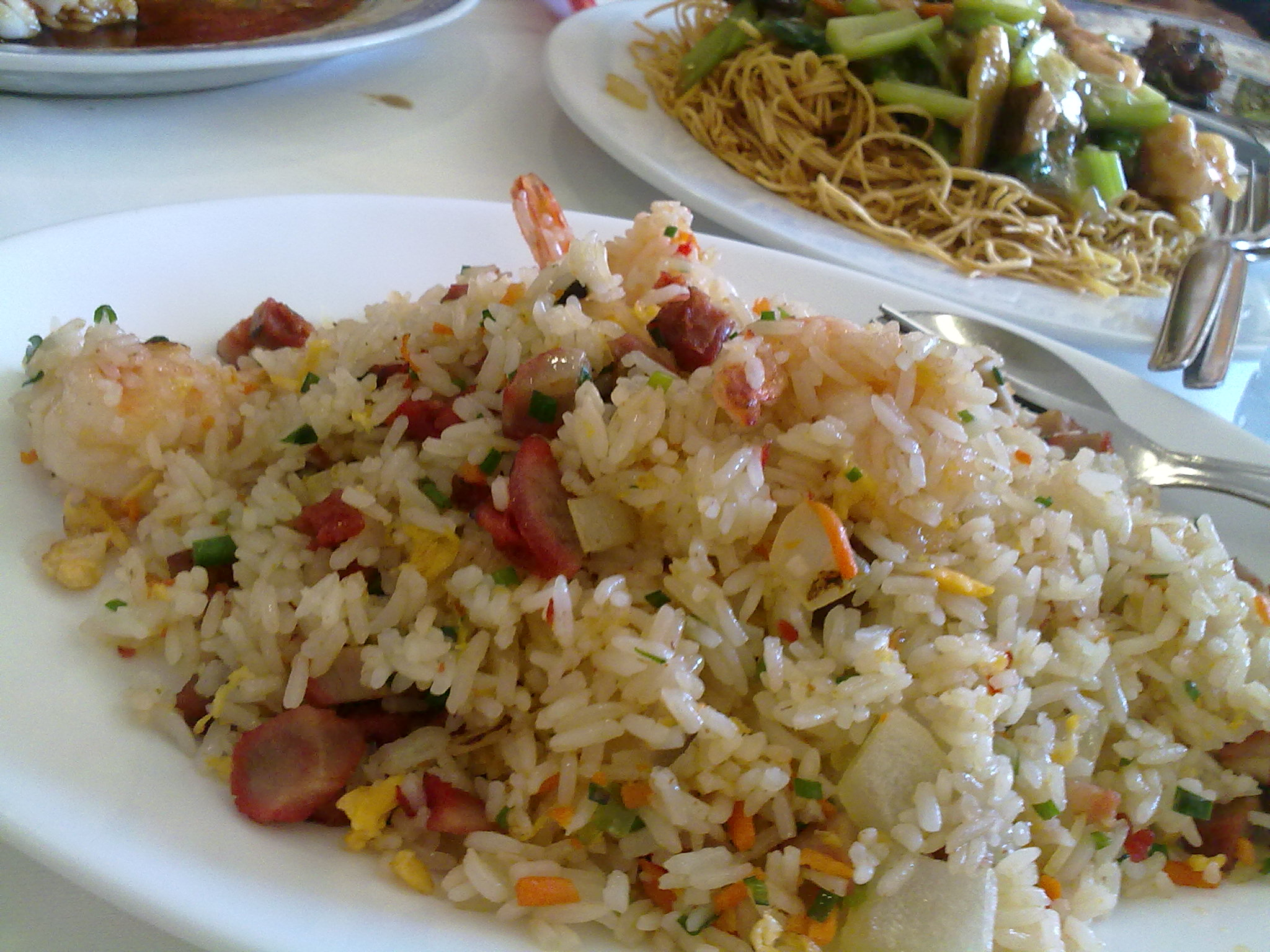
揚州チャーハン（揚州炒飯）

揚州チャーハン（ようしゅうチャーハン、中国語: 揚州炒飯、イェール式広東語: yèuhng jāu cháau faahn、拼音: Yángzhōu chǎofàn）は、チャーハンの一種。さまざまな具材が入っており、日本で言う「五目チャーハン」はこれと似ている。中国江蘇省揚州で発達したといわれているが、由来や材料、作り方に関しては諸説・地域差が存在する。
現在において、揚州炒飯とは広東料理における代表的なメニューであり、名称になっている揚州地域での料理のものではない。そのため、このメニューを食すには単に中華料理店ではなく、広東料理を専門とする料理店に行く必要がある。　本場における香港マカオや各都市のチャイナタウンでの広東料理店において、揚州炒飯とはいわゆる”一般的なチャーハン”を実質的に意味する。揚州炒飯は中国料理（厳密に広東料理）の定番で、本場香港で一番ポピュラーなものは、具材として卵、叉焼、エビ、レタスの4つを主軸にした具材を使用し、ご飯と一緒に炒めたものである。

## 概要

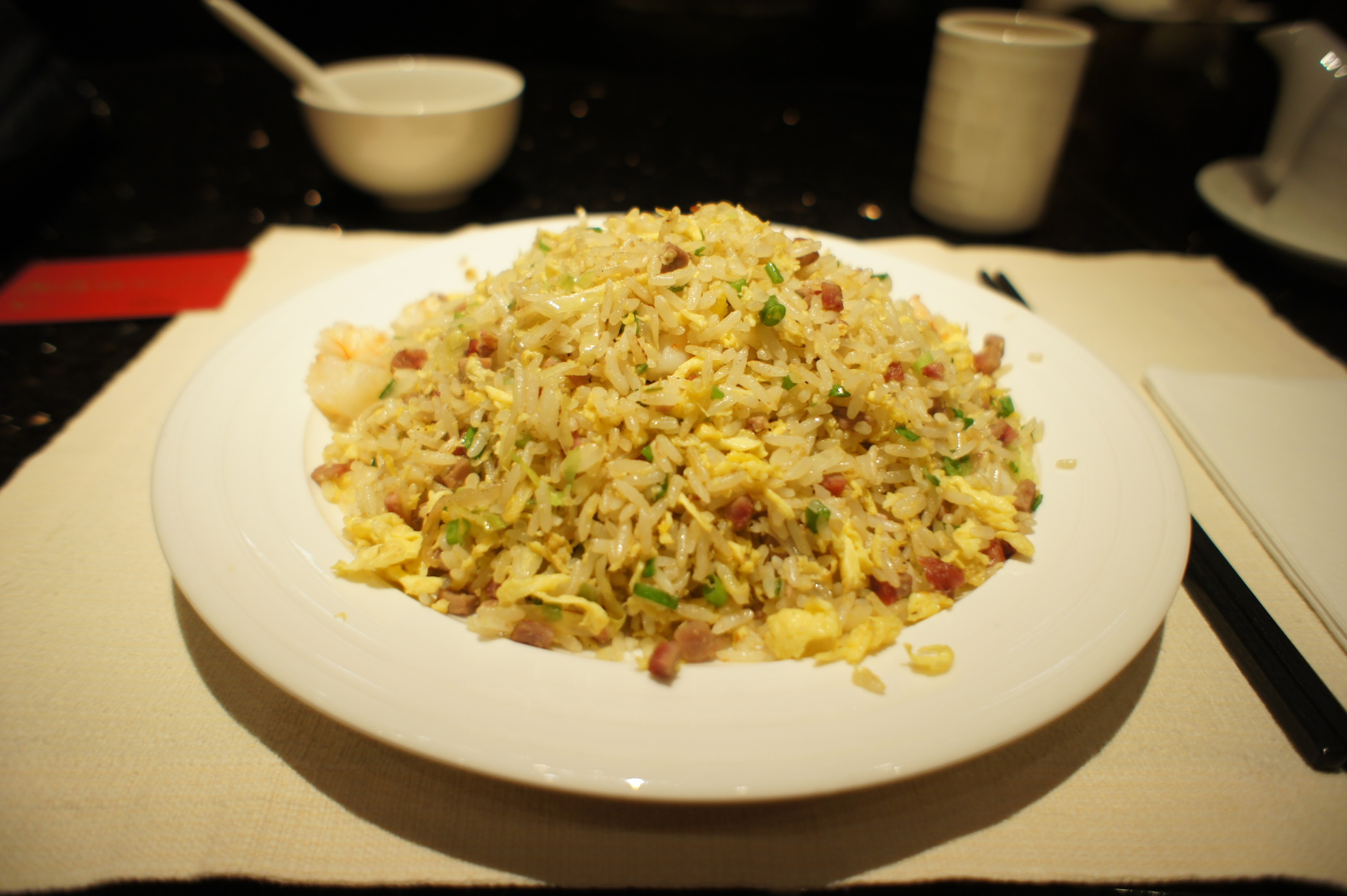
マカオの広東料理店における本格的な揚州炒飯。WynnMacau-Red8の揚州炒飯。

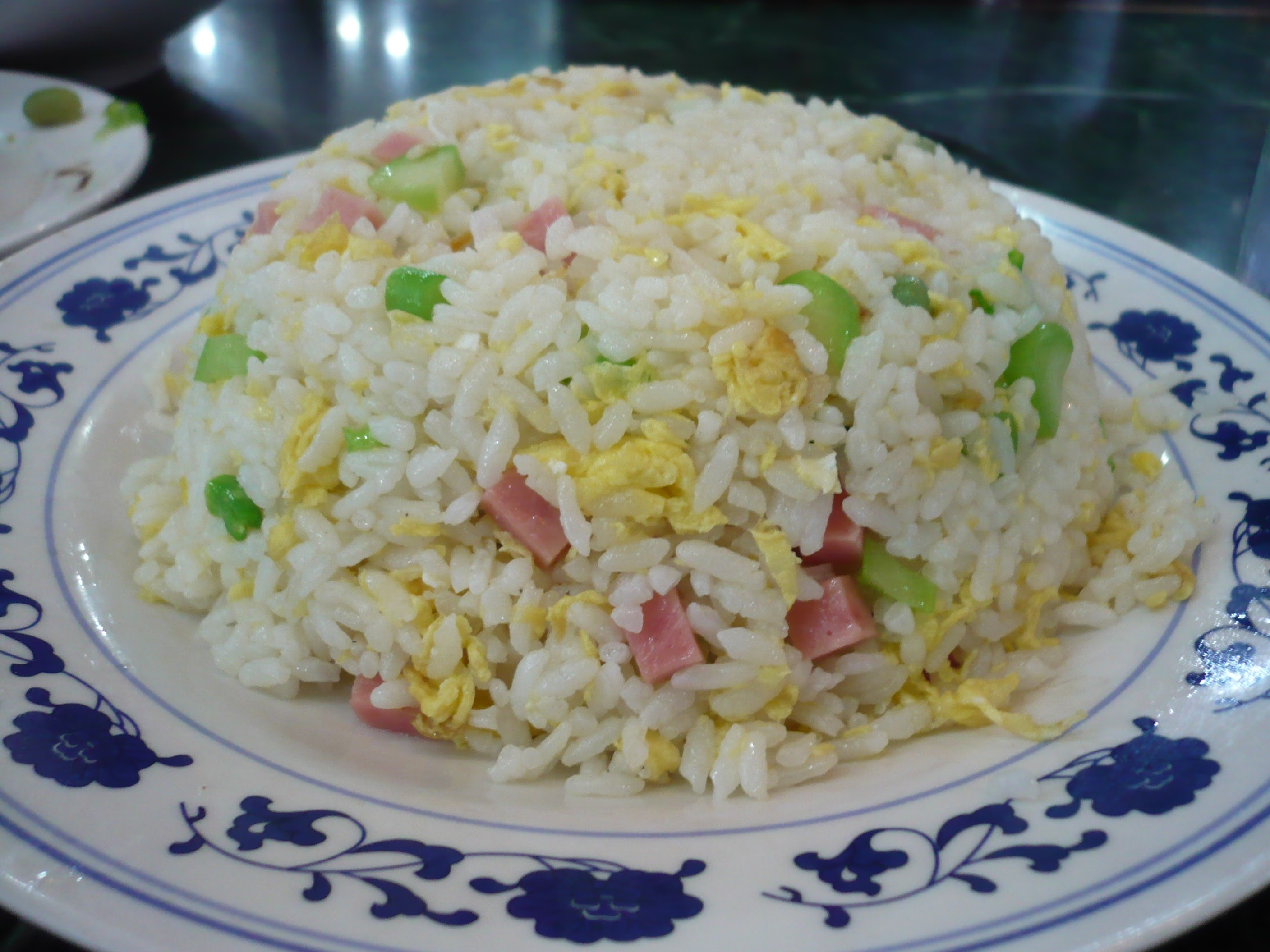
北京市におけるチャーハン例。叉焼が一般的に手に入らない為、ハムのような肉が使われるのが一般的。また米も中部や北部に近いものが使われ、味や風味なども異なる。

発祥については諸説あり、はっきりしない。揚州に結びつけた伝承としては、以下のものが挙げられる：
- 揚州は海のシルクロードの中国側拠点であり、アラビア、ペルシア、インド、新羅などの商人たちで賑わっており、当時揚州に滞在したアラビア人が白米を炒めて食べたことが発祥であるというもの[2]。
- 楊素（?年 - 606年）が好んだとされる「砕金飯」（卵チャーハン、蛋炒飯）は、煬帝も好んでおり江南巡視の折りに揚州にもたらされたとするもの[3]。
- 隋の時代よりも昔から揚州の漁民は卵チャーハンを食べていたというもの。春秋時代の揚州で余った飯にネギと卵を加えて炒めて食べていた形跡がある[3]。

卵以外の具材を加える現在の揚州炒飯の原型が成立したのは明代だと言われており、清代に揚州の太守を勤め書家でもある伊秉綬がこれを広めて、また揚州出身の料理人も全国に普及させたという。
一方で、実際には清末の広州を発祥であるとする説も存在している。光緒年間の広州にあった江蘇料理店「聚春園」の「揚州鍋巴」というおこげ料理が原型であるというものである。歴史学者の逯耀東は、アヘン戦争以前から開港場であった広州には揚州を含む江南の料理店が多く存在しており、揚州炒飯の事例は、現在の広東料理の体系が江蘇料理など他の料理体系の長所を取り入れつつ形成されていったことの表れであると指摘している。

## 広州式

### 歴史

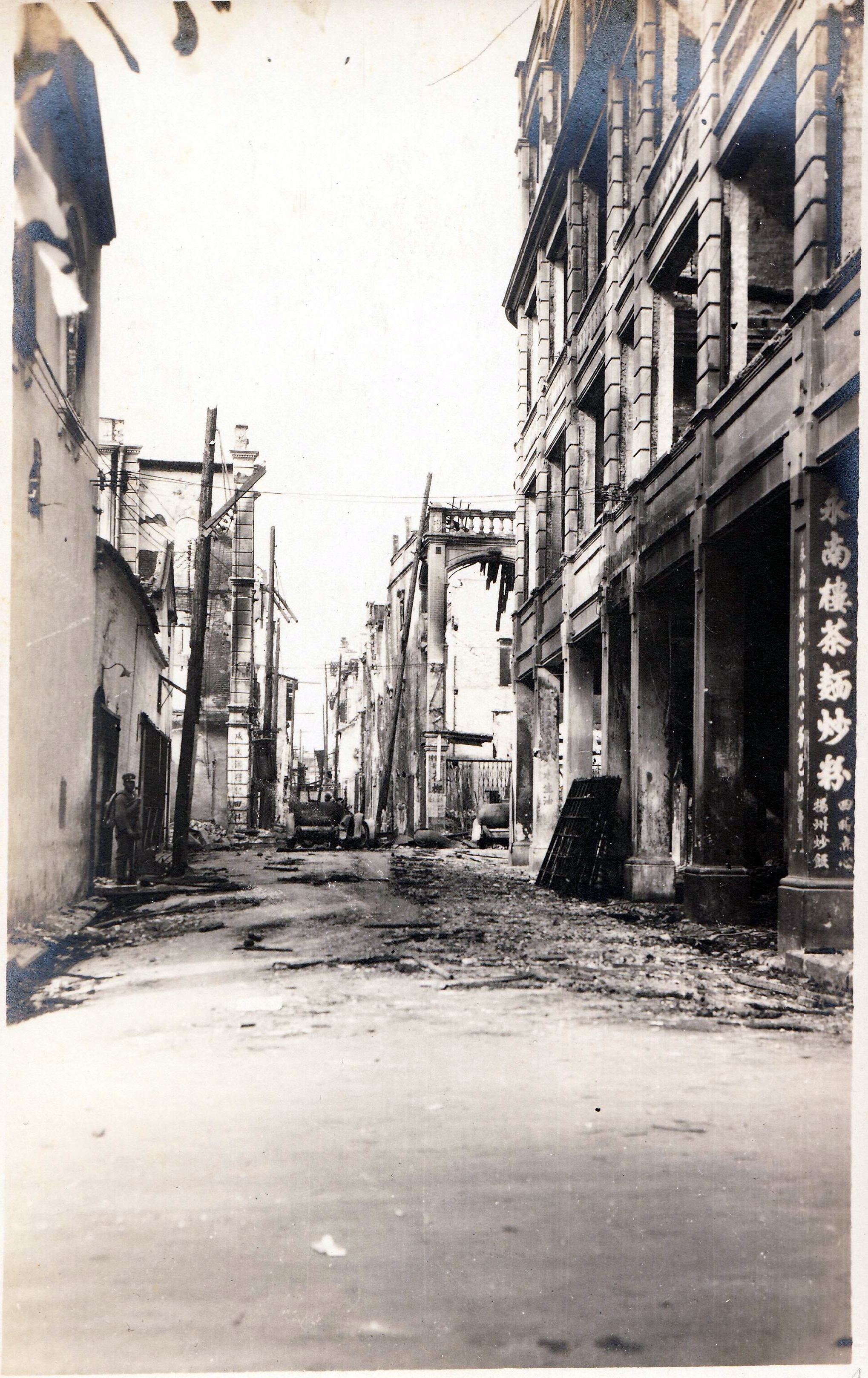
1927年に撮影された広州市南堤太平通津路口の風景。永南楼の騎楼に書かれた広告に「揚州炒飯」の文字が見える。

広州式の揚州炒飯は「揚州」という名を冠しているが、華東地域の揚州に由来するものではなく、広東現地式の料理である。揚州炒飯は清朝光緒年間の広州に起源を持ち、その後、香港で発展し、華人移民によって世界各地に広められた。光緒年間の広州には「聚春園」という江蘇料理の店が存在し、そこでは蝦仁（エビの剥き身）、叉焼（チャーシュー）、海参（ナマコ）を使った「揚州鍋巴（鍋巴はおこげの意）」という料理が提供されていた。その後、ある酒楼が具材はそのままにおこげを炒飯に改良し、「揚州炒飯」と名付けたところ、評判となり、この名が広く知られるようになったという。時代の変遷とともに、ナマコは高価な食材であったため、次第に揚州炒飯のレシピから外されていった。これにより、揚州炒飯はさらに庶民的な料理となり、その食感や味わいも一層好まれるようになった。また、広東地方では、冷蔵されたご飯は水分が少なく、粘りにくいため、家庭で余ったご飯を活用して揚州炒飯を作る習慣がある。広東では「揚州鍋巴」と同様に蝦仁や叉焼を用いた料理に「揚州」の名を冠することが多く、「揚州窩麺」や「揚州炒蛋」などの料理も存在するが、知名度は揚州炒飯には及ばない。
揚州炒飯は、広東や香港の酒楼、茶餐廳、大牌檔（屋台）、ファストフード店における主要な料理である。北米の中華料理店でも一般的に提供されており、台湾、マレーシア、シンガポールにおいても、茶楼、レストラン、香港料理店で広く見ることができる。叉焼は広東料理を代表する食材であり、揚州炒飯の中心的な具材となっている。また、中国大陸や台湾にも揚州炒飯に類似した香港式炒飯が存在し、台湾では広州式炒飯として知られる炒飯も存在する。

### 材料
広州式の揚州炒飯には使用する材料に厳密な基準はなく、店ごとに独自のレシピが存在するといえる。しかし、一般的には以下の食材が含まれていることが多い：
- 白飯：米粒がくっつかないようにするため、冷蔵保存した「前日の残り飯（隔夜飯）」を使用する。
- 鶏卵：調理の際は卵黄と卵白をしっかり撹拌して使う。そうしないと、見た目が美しく仕上がらない。
- 叉焼：角切りにした叉焼を使う。コスト削減のため、角切りのハムやランチョンミートで代用する店もあるが、やはり独特のスモーキーな香気を持つ叉焼が最良とされる[9]。
- 蝦仁：新鮮な海エビが最も風味が良いとされるが、冷凍むきエビを使うこともある。コストを抑えるためにエビを省略する店もある。
- 蔬菜：特に決まった材料はないが、細切りにするのが一般的。レタスの細切りがよく使われるほか、グリーンピースやコーンを加えることもある。小さく刻んだニンジンを加えると、見た目がより鮮やかになる。
- ネギ：みじん切りにし、炒めることでさらに香りが引き立つ。
- 油
- 塩
- その他よく使われる具材：角切りの香菇や臘腸（中国語版）、細かく刻んだ干貝や蝦米（干しエビ）などが挙げられる。

## 揚州式

### 歴史
揚州式の揚州炒飯は「揚州蛋炒飯」とも呼ばれている。謝諷の著した『食経』には「越国食碎金飯」という記述があり、これが揚州炒飯の起源とされることがある。しかし、学者の考証によれば、『食経』にはその名称のみが記されているだけであり、その具体的な作り方は記載されていない。中国の公式な見解では、「越国食砕金飯」が揚州炒飯の前身であるとされているが、実際には「揚州炒飯」は「碎金飯」に由来するものではない。「砕金飯」は細かく砕いた卵を用いる料理であるのに対し、「揚州炒飯」は卵液を使用している点で異なっている。また、中国の公式な説明によれば、隋の煬帝が揚州を巡幸した際に「砕金飯」を揚州にもたらしたことが、「砕金飯」に関する最も古い記録であるとされる。とはいえ、そもそも隋代には油で炒めるという調理法自体が存在していなかったこと、「揚州」は広東料理用語で「叉焼と蝦仁を使うもの」という意味であること、 1980年代以前の揚州市にこの料理が存在していなかったことが指摘されている。

### 材料
2015年、揚州市烹飪協会は『中国揚州菜』、『揚州菜点』、『淮揚風味』などの料理書に記載された内容に基づき、さらに十数種類の食品工業標準を参考にして「揚州炒飯標準」を策定した。この標準は地方標準に属し、一定の強制力を持つものの、揚州市内の飲食店のみに適用される。規定に沿わずに炒飯を調理した場合、認証や称号を取り消されることがあるとされている。一方で、他の都市や海外の料理人が作る揚州炒飯の材料や調理法については、この標準による制限は及ばない。
揚州市烹飪協会による「揚州炒飯標準」では、以下の食材を用いる：
- 特級白米500グラム
- 鶏卵4個
- ナマコ20グラム
- 鶏もも肉30グラム
- 中華ハム10グラム
- 干貝10グラム
- 蝦仁50グラム
- 干し椎茸20グラム
- 生たけのこ30グラム
- グリーンピース10グラム
- 刻みネギ10グラム
- 蝦籽（エビの卵）1グラム
- 精製塩6グラム
- 紹興酒6グラム
- 清湯（鶏スープ）100グラム
- 菜種油60グラム

### 争議
2002年、揚州市は国家工商総局に対し「揚州炒飯」の商標登録を申請し、標準も定めた。これは「揚州炒飯」の品質を法律で保護し、江蘇料理の普及を目的としたものであった。しかし、この商標登録は成功しなかった。主な理由は地名に関する問題であり、中国の商標法の規定によると、県級以上の地名は商標として登録することができないためであった。この事件に際しては法曹界からの指摘のほか、揚州市外からは「揚州炒飯」は広く普及した料理であり、そもそも揚州が発祥ではないという批判も受けた。
上述のように、2015年に江蘇省揚州市烹飪協会は再び揚州炒飯の基準を制定し、制定された基準を満たさないものには揚州チャーハンを名乗れないとした。この基準は、揚州市品質監督局が発表した地方基準であり、一定の強制力をもつ。基準では使用する米のランクを定め、新鮮な鶏卵を主たる食材とし、水で戻した干しナマコ、鶏もも肉など8種類の材料を用いて、決まった手順で炒めて作る必要がある。
この他に以下のような基準が定められている。
- 鶏卵を3個から4個使用する。
- ナマコや鶏肉のほかの食材は中国ハム、干し貝柱、片栗粉をまぶした川エビ、干しシイタケ、タケノコ、グリーンピースを用いること。
- 米飯が粒立ち透き通っている。
- 赤、緑、黄色、白、オレンジの色彩が明快かつ調和している。
- 風味があり、適度な歯ごたえがある。
- 炒飯特有の香りがある。

この基準の制定について疑問の声も挙がっているが、揚州市烹飪協会事務局長は、揚州炒飯が持つ「卵の香り、米の香り、料理としての香り」の3つが失われたならば、それは本物の揚州チャーハンでないと説明している。

## 参照項目
- チャーハン
- 中国料理